# Colors of the Wind
Colors of the Wind är en sång skriven av Alan Menken (musik) och Stephen Schwartz (text). Sången skrevs till Disneys tecknade långfilm Pocahontas  från 1995. Texten handlar om att västerlänningarna inte vet någonting om indianerna och deras livsstil.
I en musikalscen i filmen sjungs den av Judy Kuhn. Den svenska texten till översättningen Färger i en vind är skriven av Monica Forsberg och framfördes av Helene Lundström.
Sången finns även i popballadsversion som sjungs av Vanessa Williams och den versionen spelas under filmens eftertexter samt finns som musikvideo.

### Fotnoter
1. ↑  Roberts, David (2006). British Hit Singles & Albums (19). London: Guinness World Records Limited. sid. 137. ISBN 1-904994-10-5